# (34649) 2000 WB103
2000 WB103 (asteroide 34649) é um asteroide da cintura principal. Possui uma excentricidade de 0.10284390 e uma inclinação de 8.89128º.
Este asteroide foi descoberto no dia 26 de novembro de 2000 por LINEAR em Socorro.